# 제프리 파커
노엘 제프리 파커(Noel Geoffrey Parker, 1943년 12월 25일 출생)는 근세 서유럽, 스페인, 전쟁사에 특화된 영국의 역사가이다. 그의 가장 잘 알려진 책은 1988년 케임브리지 대학교 출판부에서 처음 출판된 《군사 혁명: 군사 혁신과 서양의 부상, 1500–1800》이다.
그는 케임브리지 대학교에서 역사학자 존 엘리엇 경 밑에서 공부하며 학사, 석사, 박사, 문학박사 학위를 취득했다.
파커는 일리노이 대학교 어배너-섐페인, 세인트앤드루스 대학교, 예일 대학교에서 가르쳤다. 그는 현재 오하이오 주립 대학교의 안드레아스 도르팔렌 역사학 교수이다.
파커는 영국방송공사 시리즈 《아르마다: 잉글랜드를 구하기 위한 12일》의 컨설턴트이자 주요 기여자였다.
2023년, 그는 미국철학학회 회원으로 선출되었다.

## 서구식 전쟁 방식
파커는 "서구식 전쟁 방식"이 1500년 이후 세계 대부분을 정복하는 데 있어 비범한 성공을 거둔 이유라고 주장한다.
서구식 전쟁 방식은 다섯 가지 주요 기반에 바탕을 둔다: 기술, 규율, 매우 공격적인 군사 전통, 혁신하고 다른 이들의 혁신에 신속하게 반응하는 놀라운 능력, 그리고 대략 1500년 이후부터는 독특한 전쟁 재정 시스템. 이 다섯 가지의 조합은 군사적 성공을 위한 공식을 제공했다.... 전쟁의 결과는 기술보다는 더 나은 전쟁 계획, 기습 달성, 더 큰 경제력, 그리고 무엇보다 우월한 규율에 의해 결정되었다.
파커는 서구 군대가 규율을 강조했기 때문에 더 강했다고 주장한다. 규율이란 "공격하거나 공격받을 때 적 앞에서 흔들리지 않고 두려움과 공포라는 자연스러운 충동에 굴복하지 않고 굳건히 버틸 수 있는 부대의 능력"이다. 규율은 훈련과 대형 행진, 표적 훈련, 그리고 심리적 응집력과 전투 효율성을 높이기 위해 중대와 소대와 같은 작은 "인위적 친족 집단"을 만드는 것에서 비롯되었다.

## 영예
토니오 안드라데와 윌리엄 레거에 따르면: 
그의 세대에서 근세 세계에 대한 우리의 이해에 그렇게 중요한 영향을 미친 사람은 거의 없다. 그는 군사사, 재정사, 범죄사, 스페인사, 네덜란드사, 종교사, 세계사, 그리고 가장 최근에는 환경사에 대해 썼다. 그의 작업은 전 세계적으로 알려져 있으며, 10개 이상의 언어로 번역되었고, 특히 스페인과 네덜란드에서 존경받고 있다. 그는 여러 세대의 학자들을 훈련시키고 멘토링했으며, 그들에게 그만의 특징적이고 성공적인 역사 연구 비법을 주입했다: 큰 질문에 집중하되 현실에 발을 붙이는 것, 또는 그가 말했듯이, 기록 보관소에 엉덩이를 붙이는 것. 
파커는 영국 학사원 회원(FBA)이다. 그는 에든버러 왕립학회 특파원 회원(FRSE)이다.
그는 2021년 오하이오 주립 대학교로부터 조지프 설리번 메달을 받았다. 2014년, 파커는 그의 저서 《글로벌 위기: 17세기 전쟁, 기후 변화, 대재앙》으로 영국 학사원 메달을 받았다.
그가 받은 해외 영예 중에는 알폰소 10세 현자 훈장의 회원이며, 스페인 정부로부터 가톨릭 이사벨라 훈장의 대십자장을 수여받았다. 그는 브뤼셀 가톨릭 대학교 (벨기에)와 부르고스 대학교 (스페인)에서 명예 박사 학위를 받았다. 그는 또한 스페인 왕립 역사 아카데미의 특파원 회원(1987년부터), 2005년부터 네덜란드 왕립 예술 과학 아카데미 회원이다. 2012년 그는 1500년에서 1650년 사이 유럽의 사회, 정치 및 군사사, 특히 스페인, 펠리페 2세, 네덜란드 독립 전쟁에 대한 뛰어난 학문적 업적으로 네덜란드 왕립 예술 과학 아카데미로부터 Dr. A. H. 하이네켄 역사상을 수상했다. 또한 군사사 전반에 대한 기여와 세계사에서 기후의 역할에 대한 연구로도 수상했다.
1999년에는 군사사 학회에서 수여하는 평생 공로상인 새뮤얼 엘리엇 모리슨 상을 받았다.

## 주요 저작
- Guide to the Archives of the Spanish Institutions in or concerned with the Netherlands (1556–1706). 브뤼셀, 1971. (Archives et Bibliothèques de Belgique, numéro spécial 3).
- The Army of Flanders and the Spanish Road, 1567–1659: The Logistics of Spanish Victory and Defeat in the Low Countries' Wars. 케임브리지 대학교 출판부, 1972 (2판 2004).
- "Military Revolution, 1560–1660: A Myth?" The Journal of Modern History 48, no. 2 (1976년 6월): 195–214.
- The Dutch Revolt. 런던: 앨런 레인, 1977.[11]
- (안젤라 파커 공저) European Soldiers, 1550–1650. 케임브리지 대학교 출판부, 1977.
- (찰스 윌슨 공편) An Introduction to the Sources of European Economic History, 1500–1800 (코넬 대학교 출판부, 1977).
- Philip II. 보스턴: 리틀, 브라운, 1978 (3판 시카고: 오픈 코트, 1995).[12]
- (공동 편집) The General Crisis of the Seventeenth Century. 런던: 라우틀리지, 1978 (2판 1997).
- Europe in Crisis, 1598–1648. 코넬 대학교 출판부, 1979 (2판 2001).
- Spain and the Netherlands 1559-1659: Ten Studies. 런던: 콜린스, 1979 (2판 폰타나, 1990).
- The Thirty Years' War (여러 기고자 포함). 런던: 라우틀리지 앤드 케건 폴, 1984 (개정판 1987, 1993, 1997).
- Western Geopolitical Thought in the Twentieth Century. 런던: 크룸 헬름, 1985.
- (콜린 마틴 공저) The Spanish Armada. 뉴욕: W. W. 노턴, 1988.
- "Why the Armada Failed." The Quarterly Journal of Military History 1, no. 1 (1988년 가을).
- (공동 편집) The Times History of the World, 3판. 런던, 1995.
- The Cambridge Illustrated History of Warfare: The Triumph of the West. 케임브리지 대학교 출판부, 1995 (개정판 2008)
- The Military Revolution: Military Innovation and the Rise of the West, 1500–1800. 케임브리지 대학교 출판부, 1988 (개정판 1996).
- (로버트 카울리 공편) The Reader's Companion to Military History. 보스턴: 호턴 미플린, 1996.
- The Grand Strategy of Philip II. 뉴헤이븐: 예일 대학교 출판부, 1998.
- The World is Not Enough: The Imperial Vision of Philip II of Spain. 웨이코, 텍사스: 마크햄 프레스 펀드, 2001.
- Empire, War and Faith in Early Modern Europe. 런던: 앨런 레인, 2002.
- (편집) The Cambridge History of Warfare. 뉴욕, 케임브리지 대학교 출판부, 2005 (개정판 2020)
- Felipe II: La biografía definitiva. 바르셀로나: 에디토리알 플라네타, 2010.
- Global Crisis: War, Climate Change and Catastrophe in the Seventeenth Century. 뉴헤이븐 및 런던: 예일 대학교 출판부, 2013.
- Imprudent King: A New Life of Philip II. 뉴헤이븐 및 런던: 예일 대학교 출판부, 2014.[13]
- Emperor: A New Life of 카를 5세. 뉴헤이븐 및 런던: 예일 대학교 출판부, 2019.[14] ISBN 9780300196528 OCLC 1112998062

## 같이 보기
- 군사 혁명

## 더 읽어보기
- Andrade, Tonio, and William Reger. "Geoffrey Paker and Early Modern History" in The limits of empire: European imperial formations in early modern world history: essays in honor of Geoffrey Parker, ed by William Reger, (Routledge, 2016), pp xix to xxvii.
- Parker, Geoffrey. "'A man's gotta know his limitations:' Reflections on a Misspent Past," in The limits of empire: European imperial formations in early modern world history: essays in honor of Geoffrey Parker, ed by William Reger, (Routledge, 2016), pp 309–376.
- Van Ittersum, Martine, Felicia Gottmann, and Tristan Mostert. "Writing global history and Its challenges—A workshop with Jürgen Osterhammel and Geoffrey Parker." Itinerario 40.3 (2016): 357–376. online